# James Bord
James Bord (Stanmore, 1981) è un giocatore di poker inglese.
È noto principalmente per la sua vittoria nel Main Event delle World Series of Poker Europe 2010: sconfiggendo nell'head-up finale l'italiano Fabrizio Baldassari, ha vinto la cifra di 830.401 sterline.
Vanta complessivamente 6 piazzamenti a premi alle WSOP.